# همسات الليل (فلم)
همسات الليل هو فيلم من بطولة ناهد شريف ومحمود ياسين ونور الشريف ولهياتم أنتج عام 1977 من إخراج حسين حلمي المهندس.

## روابط خارجية
- مقالات تستعمل روابط فنية بلا صلة مع ويكي بيانات